# Рорзен
Рорзен (нем. Rohrsen) — община в Германии, в земле Нижняя Саксония.
Входит в состав района Ниэнбург-на-Везере. Подчиняется управлению Хемзен. Население составляет 1044 человека (на 31 декабря 2010 года). Занимает площадь 5,09 км².
| Год  | Население |
| ---- | --------- |
| 1990 | 833       |
| 1995 | 902       |
| 2000 | 966       |
| 2005 | 1080      |
| 2010 | 1052      |